# American Fine Arts Society
L’American Fine Arts Society (« la Société américaine des Beaux-Arts ») est située à New York et a été ajouté au Registre national des lieux historiques par le National Park Service le 6 mai 1980. L’American Fine Arts Society a été fondée par Howard Russell Butler.